# Solanum tovarii
Solanum tovarii är en potatisväxtart som beskrevs av Sandra Diane Knapp. Solanum tovarii ingår i släktet skattor som ingår i familjen potatisväxter. Inga underarter finns listade i Catalogue of Life.